# Route Adélie de Vitré 2018
La 23e édition de la Route Adélie de Vitré a eu lieu le 30 mars 2018. La course fait partie du calendrier UCI Europe Tour 2018 en catégorie 1.1. C'est également la quatrième épreuve de la Coupe de France de cyclisme sur route 2018.

## Présentation

### Équipes
Classée en catégorie 1.1 de l'UCI Europe Tour, Cholet-Pays de la Loire est par conséquent ouvert aux WorldTeams dans la limite de 50 % des équipes participantes, aux équipes continentales professionnelles, aux équipes continentales et aux équipes nationales.
Dix-neuf équipes participent à la course - deux WorldTeams, douze équipes continentales professionnelles et cinq équipes continentales :
| WorldTeams (2)- AG2R La Mondiale - Groupama-FDJ Équipes continentales professionnelles (12)- Androni Giocattoli-Sidermec - Cofidis, Solutions Crédits - Delko-Marseille Provence-KTM - Direct Énergie - Euskadi Basque Country-Murias - Fortuneo-Samsic - Gazprom-RusVelo - Holowesko-Citadel - Israel Cycling Academy - Manzana Postobón - UnitedHealthcare - Vital Concept Équipes continentales (5)- Cibel-Cebon - Lotto-Kern-Haus - Roubaix Lille Métropole - Saint Michel-Auber 93 - Vorarlberg-Santic |
| |

## Classements

### Classement final
| \| Classement général \| Classement général \| Classement général \| Classement général \| Classement général \| \| Coureur \| Coureur \| Pays \| Équipe \| Temps \| \| ------------------ \| ------------------ \| ------------------ \| -------------------------- \| ------------------ \| \| 1er \| Silvan Dillier \| Suisse \| AG2R La Mondiale \| 4 h 42 min 05 s \| \| 2e \| Benoît Vaugrenard \| France \| Groupama-FDJ \| + 0 s \| \| 3e \| Justin Mottier \| France \| Vital Concept \| + 2 s \| \| 4e \| Anthony Delaplace \| France \| Fortuneo-Samsic \| + 3 s \| \| 5e \| Paul Ourselin \| France \| Direct Énergie \| + 5 s \| \| 6e \| Ricardo Vilela \| Portugal \| Manzana Postobón \| + 5 s \| \| 7e \| Samuel Dumoulin \| France \| AG2R La Mondiale \| + 1 min 28 s \| \| 8e \| Hugo Hofstetter \| France \| Cofidis, Solutions Crédits \| + 1 min 28 s \| \| 9e \| Anthony Maldonado \| France \| Saint Michel-Auber 93 \| + 1 min 28 s \| \| 10e \| Maxime Daniel \| France \| Fortuneo-Samsic \| + 1 min 28 s \| |                   |          |                            |                 |
| |                   |          |                            |                 |
| Source : ProCyclingStats |                   |          |                            |                 |
| Classement général |                   |          |                            |                 |
| Coureur | Coureur           | Pays     | Équipe                     | Temps           |
| 1er | Silvan Dillier    | Suisse   | AG2R La Mondiale           | 4 h 42 min 05 s |
| 2e | Benoît Vaugrenard | France   | Groupama-FDJ               | + 0 s           |
| 3e | Justin Mottier    | France   | Vital Concept              | + 2 s           |
| 4e | Anthony Delaplace | France   | Fortuneo-Samsic            | + 3 s           |
| 5e | Paul Ourselin     | France   | Direct Énergie             | + 5 s           |
| 6e | Ricardo Vilela    | Portugal | Manzana Postobón           | + 5 s           |
| 7e | Samuel Dumoulin   | France   | AG2R La Mondiale           | + 1 min 28 s    |
| 8e | Hugo Hofstetter   | France   | Cofidis, Solutions Crédits | + 1 min 28 s    |
| 9e | Anthony Maldonado | France   | Saint Michel-Auber 93      | + 1 min 28 s    |
| 10e | Maxime Daniel     | France   | Fortuneo-Samsic            | + 1 min 28 s    |

### Classements UCI
La course attribue aux coureurs le même nombre des points pour l'UCI Europe Tour 2018 et le Classement mondial UCI.
| Position           | 1er | 2e | 3e | 4e | 5e | 6e | 7e | 8e | 9e | 10e | 11e | 12e | 13e à 15e | 16e à 25e |
| Classement général | 125 | 85 | 70 | 60 | 50 | 40 | 35 | 30 | 25 | 20  | 15  | 10  | 5         | 3         |